# العالم الجديد للكلمات الإنجليزية
العالم الجديد للكلمات الإنجليزية، أو القاموس الشامل هو قاموس تم تأليفه بواسطة الاديب الإنجليزي إدوارد فيليبس ونُشر لأول مرة في لندن عام 1658، حينها كان يعد أول قاموس إنجليزي يُصدر بنظام للورقة أو المطوية.

## المحتويات
بالإضافة إلى احتوائه على كلمات شائعة، إلا أن القاموس تضمن العديد من الكلمات غير التقليدية، والمصطلحات الأجنبية، وأسماء أعلام، ومصطلحات تخصصية أخرى، وفي مجمل محتواه، تضمنت النسخة الأولى من القاموس 11000 مدخلاً، وارتفعت إلى 17000 مدخلا مع صدور الطبعة الخامسة من القاموس في عام 1696.
وتم التعديل على القاموس وتوسيعه لاحقًا بواسطة عالم اللغة الإنجليزية جون كيرسي في عام 1706، وفي نهاية المطاف احتوى القاموس على 38000 مدخلا، وحينها كان قد جمع كيرسي قاموسه الخاص وأسماه «القاموس إلانجليزي الجديد» وتم اصداره في عام 1702 قُبيل تعديل وتوسيع قاموس العالم الجديد للكلمات الإنجليزي، وبالإضافة إلى ذلك، استفاد كيرسي من هذه النسخة المنقحة من قاموس العالم الجديد للكلمات الإنجليزية كمرجع أساسي بهدف انتاجه نسخته المختصرة للقواميس الإنجليزية البريطانية (Dictionarium Anglo-Britannicum ) في عام 1708.

## السرقة الأدبية
تعرض القاموس إلى نسخ مالايقل عن نصف مدخلاته مباشرة ودون الحصول على إذن مكتبة صانع المعاجم توماس بلونت ، حيث نشرت المكتبة القاموس قبل تعرضه للسرقة بعامين، إلا أن توماس تصدى للسرقة الأدبية بنشره كتاب عنوانه «عالم من الأخطاء المكتشفة في ترجمة الكلمات الصعبة»، وتمت كتابته لتحقيق غاية ردع السرقة الأدبية ورداً على كتاب السير ادوارد فيليبس المعنون «العالم الجديد» والذي نُشر في عام 1673.

## العنوان الكامل
«العالم الجديد للكلمات الإنجليزية أو القاموس الشامل: احتوى على ترجمة دقيقة لجميع التعابير الصعبة والمشتقة من لغات أخرى، سواء أكانت العبرية، السيريانية، العربية، اليونانية، اللاتينية، الإيطالية، الفرنسية، الإسبانية، البريطانية، الهولندية، السكسونية، ولغة الجيم، وأصول اللغات كلها، والتعريفات الكاملة: وعلاوة على ذلك المصطلحات التي تتعلق بالفنون والعلوم... : والمصطلحات التي بحاجة إلى ان يضاف إليها دلالات لأسماء الأعلام والشخصيات، والأساطير، والخيال الشعري، والعلاقات التاريخية، والأوصاف الجغرافية لمعظم دول ومدن العالم، وخاصة تلك الدول الثلاث حيث كانت فيها أقدم الآثار والمعارك والاحداث الأخرى التي لا تنسى، فجميعها مذكورة في القاموس، وأيضا جميع المواضيع الأخرى المفيدة والمهمة للغتنا الإنجليزية: فكل هذا عمل في غاية الأهمية لغير المتحدثين باللغة الإنجليزية، وكذلك لمواطنينا الإنجليز، ولجميع الأشخاص الذين يفهمون بحق ما يتحدثون عنه أو يكتبونه أو يقرؤونه».

## روابط خارجية
- العالم الجديد للكلمات الإنجليزية (1720) المجال العامGoogleBooks